# Keizō Morishita
Pour les articles homonymes, voir Morishita.
 (juin 2015).
Si vous disposez d'ouvrages ou d'articles de référence ou si vous connaissez des sites web de qualité traitant du thème abordé ici, merci de compléter l'article en donnant les références utiles à sa vérifiabilité et en les liant à la section « Notes et références ».
Keizō Morishita (森下 慶三, Morishita Keizō), né à Kitakyūshū-shi le 4 avril 1944 et mort à Milan le 5 avril 2003, est un artiste-peintre japonais. En 1963, il commence ses études et obtient le diplôme de l’Académie des Beaux Arts de Brera à Milan sous la direction de Marino Marini.

## Biographie

### Les années de l’Académie et ses débuts
En 1963, à l’âge de 19 ans, il s’installe à Milan afin d’étudier l’Art. Grâce à une bourse, il suit les cours de Marino Marini à l’Académie des beaux-arts de Brera. Il obtient son diplôme en 1968. Malgré sa spécialisation en sculpture, son travail se distingue dans le domaine de la peinture. Son identité culturelle est plutôt imprégnée de ses origines[réf. nécessaire], mais sa curiosité intellectuelle le pousse à sortir de son domaine confirmé déjà acclamé par la critique[réf. nécessaire]. Sa première approche est à Milan au début des années 1960, par son contact direct avec l’avant-garde artistique encore liée au spatialisme. Sa carrière débute en 1967 par une exposition à la Galleria La Chiocciola à Padoue.

### Les années 1980 et 1990
Il expose en Italie : Milan, Rome, Venise, Turin, Florence, Padoue, Brescia... mais aussi à l'étranger : Lugano et Genève, Paris et Saint-Tropez, à Copenhague, à Gand, à Chester, à Taiwan et Taipei, à Puebla et Mexico et dans son pays natal, le Japon (Tokyo, Osaka, Nagoya, Niigata, Kitakyūshū).

### Les dernières années
Il meurt le 5 avril 2003 à Milan.
Ont écrit sur lui : Franco Russoli, Roberto Sanesi, Emilio Tadini, Valerio Adami, Ottavio Missoni, Milena Milani, Carlo Franza, Luigi Carluccio, Renzo Margonari, Walter Schönenberger, Taijin Tendo, Keiko Asako, Tani Arata, Rolly Marchi.

## Expositions personnelles et collectives
- 1967 - Galleria La Chiocciola, Padoue
- 1969 - Galerie Richard Foncke, Gand
- 1970 - Studio Marconi, Milan (avec Marcel Duchamp)
- 1972 - Galleria 42, Bologne (avec Marcel Duchamp) ; projet pour un monument de la maison impériale du Japon
- 1972 - Galleria Barozzi Arte Contemporanea, Venise
- 1972 - Studio Paolo Barozzi, Milan
- 1972 - Studio Marconi, Milan : Mythologie
- 1973 - Galleria San Luca, Bologne : Mythologie
- 1973 - Galleria interarte, Gênes : Mythologie
- 1974 - Galleria Il Triangolo, Pescara : Mythologie
- 1974 - Galleria La Chiocciola, Padoue : Le Pays des Merveilles
- 1975 - Studio Marconi, Milan : Le Pays des Merveilles
- 1975 - Galleria Menghelli, Florence : Le Pays des Merveilles
- 1975 - Galleria San Luca, Bologne : Le Pays des Merveilles
- 1975 - Galleria Margherita, Tarente : Le Pays des Merveilles
- 1975 - Galleria Lanza, Intra : Le Pays des Merveilles
- 1975 - Galleria Richard Foncke, Gand : Mythologie
- 1975 - Galleria Galliata, Alassio
- 1975 - Galleria il Tritone Dialoghi Club, Biella : Archipel : Le Pays des Merveilles
- 1976 - Galleria Documenta, Turin
- 1976 - Galleria il Tritone Dialoghi Club, Biella
- 1977 - Galerie L’Enseigne du Cerceau, Paris
- 1977 - Galleria La Chiocciola, Padoue
- 1977 - Galleria Panchieri, Rovereto
- 1977 - Galerie Marie-Louise Jeanneret, Genève
- 1978 - Galleria Dieci, Trieste
- 1978 - Galeria Lanza, Intra
- 1979 - Jiyugaoka Gallery, Tokyo : Paysage imaginaire
- 1979 - Ranka-Do Gallery, Osaka
- 1979 - Akira Ikeda Gallery, Nagoya
- 1980 - Studio Marconi, Milan : Sens subtile de la nostalgie
- 1980 - Seibu Departement store Gallery, Tokyo
- 1980 - Ohfunato Dajichi Gallery, Ōfunato
- 1980 - Head Art Gallery, Urawa
- 1980 - Petit Formes Gallery, Osaka
- 1981 - Galleria Dialoghi Club, Biella
- 1981 - Office du Tourisme de la commune de Modène
- 1981 - Studio d’Ars, Milan
- 1982 - Chikugo Gallery, Kurume
- 1982 - Kuraya Gallery, Kitakyūshū
- 1982 - Kumo Gallery, Tokyo
- 1982 - Jiyugaoka Gallery, Tokyo
- 1982 - Koh Gallery, Tokyo
- 1982 - Banco Santo Spirito, Rome
- 1983 - Galleria Lanza, Intra
- 1983 - 505 Gallery, Tokyo
- 1983 - Gallery Chimeria, Tokyo
- 1983 - Studio Marconi, Festival du Japon, Milan
- 1983 - Galleria Dialoghi Club, Biella
- 1983 - Galleria Nove Colonne, Trente
- 1984 - Galleria Il Salotto, Côme
- 1984 - Galleria La Chiocciola, Padoue
- 1984 - Ginza Gallery, Tokyo
- 1984 - Studio Malpensata, Lugano
- 1984 - Galleria Passardi, Lugano
- 1985 - Studio F.22 Palazzolo s/O Brescia : Sens subtile de la nostalgie
- 1985 - Ginza Gallery, Tokyo : La tentation de mister K
- 1985 - Kumo Gallery, Tokyo: La tentation de mister K
- 1985 - Kodoshia Gallery, Ichinoseki
- 1985 - Galleria Waldhause, Flims
- 1986 - MAison de la culture du gouvernement de l'Etat de Puebla
- 1986 - Rafael Matos Galeria de Arte, Mexico
- 1986 - Artestudio 36, Lecce
- 1987 - Asia Art Gallery, Taipei
- 1988 - Studio F.22, Palazzolo s/O Brescia : Souffle d'enchantement
- 1989 - Villa Berlucchi, Franciacorta : L’echo de Sacco (avec Achille Perilli et Julio Le Parc)
- 1990 - Studio F.22, Palazzolo s/O Brescia : Dreams
- 1990 - Galleria La Bussdla, Turin
- 1990 - Banque populaire de Milan
- 1991 - Galleria Eight Street, Tokyo
- 1992 - Galeri Ægidus, Randers
- 1993 - Tenju-en Museum, Niigata
- 1993 - Hambara-Hanga Museum, Mizunami
- 1993 - Hara Museurn Arc, Shibukawa
- 1994 - Città di Osimo, Sens subtile de la nostalgie
- 1994 - Big&Great, Palazzo Martinengo, Brescia
- 1994 - Studio F.22, Palazzolo s/O Brescia
- 1995 - Gallery Apa, Nagoja
- 1995 - Kunngi Gallery, Tokyo
- 1996 - Galleria La Bussola, Turin
- 1996 - Città di Castelmaggiore, Crémone : Pensées colorées sur les rives du Pô
- 1996 - Città di Casal Maggiore, Crémone
- 1996 - Studio F.22, Palazzolo s/O Brescia : Au-delà des confins
- 1997 - Convento dell ‘ Annunciata, Rovato Brescia: La Géométrie de l'Univers
- 1998 - Galleria Artestudio, Milan
- 1998 - Museo d’Arte Moderna, Gazoldo degli Ippoliti
- 1998 - Spazio Cultura (avec Milena Milani, Cortina d’Ampezzo : Paysage imaginaire
- 1998 - Studio F.22, Palazzolo s/O Brescia : At the end of the rainbow
- 1998 - Museo d’Arte Moderna, Gazoldo degli Ippoliti : Les couleurs de la memoire
- 1999 - Galleria Anna Osemont, Albissola Marina
- 1999 - Consulat général du Japon, Milan
- 1999 - Studio F.22, Palazzolo s/O Brescia : Journey to the new Century
- 2000 - Galleria del Naviglio, Milan : Pensées pour elle
- 2000 - Galleria del Naviglio, Venise
- 2000 - Galleria Giotto and Company, Vigevano
- 2000 - Priamar Arte, Savone
- 2000 - Cantine di Franciacorta, Erbusco : Vin et couleur d'auteur
- 2000 - Studio F.22, Palazzolo s/O Brescia : Les couleurs des signes
- 2001 - Ville de Cologne : Start up con Costalonga, Tornquist e Soulè
- 2002 - Ville de Sesto Calende
- 2002 - Debbie’s Choice, Chester
- 2002 - Ville de Sondrio: Les couleurs des signes
- 2002 - Ville de Montagnana
- 2002 - Ville de Sondrio, Palazzo Pretorio : De l'analyse iconique à l'espace total
- 2002 - Atelier d’Arte Savaia, Albisola : Paysage de la mémoire

### Posthumes
- 2003 - Studio F.22, Palazzolo s/O Brescia : Deep in my memories - Festival commémoratif et présentation du nouveau catalogue
- 2005 - Ville de Teglio : L’atmosfera incantata del silenzio
- 2006 - Studio F.22, Palazzolo s/O Brescia : L’atmosfera incantata del silenzio
- 2006 - Ville de Cesena : Deep in my memories
- 2007 - Collection d'art contemporain Lina Bortolon, Ville de Feltre : Artisti del ‘900
- 2009 - Studio F.22, Palazzolo s/O Brescia : L'enigma dell'isola
- 2010 - Atelier Giuseppe Ajmone, Carpignano Sesia : "Secondo il mio modo di vedere le cose..."